# Nõo
Nõo (em estoniano:  Nõo vald) é um município rural estoniano localizado na região de Tartumaa.